# 广西警察酒后枪杀孕妇案
广西警察酒后枪杀孕妇案，是指2013年10月28日发生在广西壮族自治区贵港市平南县的一起刑警醉酒后枪杀无辜孕妇的恶性刑事案件。

## 事件经过
2013年10月28日，广西平南县公安局刑侦大队民警胡平携带64式手枪到平南县大鹏镇协助湖南省新化县公安局民警刘华、罗忠政调查案件。19时許，三人工作结束后到大鹏镇“兄弟酒家”吃晚餐和饮酒，胡平飲酒後處於醉酒狀態。21时许，胡平乘车返回平南县城。途经大鹏镇新塱街时，胡平要求下车。22时许，胡平在街道上掏出64式手枪並開槍，随后來到路邊的“老牌螺蛳粉店”内準備購買奶茶。店家表示店內並不售賣奶茶，胡平聞訊後用枪拍打餐桌，隨後朝店的内天花板开枪，又將槍對準店内吃米粉的客人头部。店主夫人孕婦吴英再次表示沒有奶茶时，胡平朝店主蔡世勇开枪，蔡世勇右肩被擊傷。吴英見狀馬上撥打电话求助，胡平又朝吴英槍擊2次並击中吴英的头部、手臂及胸部，吴英最終搶救無效死亡。

## 事后处理
- 2013年10月30日，贵港市公安局网站针对该事件发布通告。[2]
- 2013年10月31日下午，贵港市委、平南县委分别对平南县公安局局长、政委、分管副局长、刑侦大队大队长、刑侦大队教导员及大鹏派出所副所长等6人停止执行职务，接受组织调查，将依法依规追究责任。[3]
- 2014年2月17日，廣西壯族自治區貴港市中級人民法院對“廣西警察槍殺孕婦案”一審公開宣判，被告人胡平因犯故意殺人罪，被判死刑。[4]
- 2014年4月9日，广西壮族自治区高级人民法院二审驳回上诉，维持原判。以故意杀人罪判处其死刑、剥夺政治权利终身。[5]
- 2014年7月22日，胡平由广西壮族自治区贵港市中级人民法院执行死刑。[6]